# Галактозидази
Галактозидази — це ферменти (гликозид-гідролази), які каталізують гідроліз галактозидів до моносахаридів.
Галактозиди можна класифікувати як альфа, так і бета. Якщо галактосід класифікується як альфа-галактозид, фермент називається альфа-галактозидазою і відповідає за каталізацію гідролізу субстратів, що містять α-галактозидні залишки, таких як гликосфінголіпіди або глікопротеїди. З іншого боку, якщо це бета-галактозид, він називається бета-галактозидазою і відповідає за розщеплення дисахаридної лактози до її моносахаридних компонентів, глюкози та галактози. Обидві різновиди галактозидази класифікуються під номером Ензимної комісії 3.2.1.
Дві рекомбінантні форми альфа-галактозидази називаються агалсидаза альфа (INN) і агальсидаза бета (INN). Відсутність активності альфа-галактозидази в лейкоцитах пов'язана з хворобою Фабрі.
Галактозидази застосовуються по-різному, включаючи виробництво пребіотиків, біосинтез трансгалактозильованих продуктів та видалення лактози.
B-галактозидаза складає основу lac z оперону в бактеріях, який можна використовувати для контролю вираження генів.

## Застосування
B-галактозидазу можна використовувати для відстеження ефективності бактеріальної трансформації за допомогою рекомбінантної плазміди в процесі, що називається синьо-білим кольоровим скринінгом. Бета-галактозидаза складається з 4 однакових поліпептидних ланцюгів, тобто вона має 4 однакові субодиниці. Коли бета-галактозидаза розділена на 2 фрагменти, вона має унікальну властивість відновлювати ферментативну активність при повторному з'єднанні неактивних фрагментів. У процесі, який називається альфа-комплементацією, один із фрагментів (омега) кодується частиною гена lac оперона, який знаходиться в хромосомі бактерії, коли інший фрагмент (альфа) кодується іншою частиною гена, що міститься в плазміді. лише тоді, коли виражаються обидві частини гена, утворюються як омега, так і альфа-фрагменти. Коли присутні обидва фрагменти, вони об'єднуються для відновлення активності бета-галактозидази. Проте, розмістивши цільовий ген у локусі, відповідальному за кодування альфа-фрагмента, можна простежити наявність бажаного гена в плазміді. Коли присутній цільовий ген, ген альфа-фрагмента буде неактивним, і альфа-фрагмент не буде продукуватися. У цьому випадку бета-галактозидаза не буде активною. Коли цільовий ген не виявлено у векторі, ген альфа-фрагмента буде активним, виробляючи альфа-фрагмент і дозволяючи бета-галактозидазі посилювати свою активність. Для відстеження активності бета-галактозидази використовується безбарвний аналог лактози X-gal. Гідроліз X-gal бета-галактозидазою утворює галактозу, сполуку синього кольору. Отже, коли бактерії трансформуються за допомогою рекомбінантної плазміди бета-галактозидаза неактивна й колонії здаються білими, але коли бактерії трансформуються з вихідною плазмідою, не маючи цільового гена, бета-галактозидаза активна, і колонії здаються синіми.